# Egger Alpen See
Egger Alpen See är en sjö i Österrike.   Den ligger i förbundslandet Kärnten, i den centrala delen av landet, 290 km sydväst om huvudstaden Wien. Egger Alpen See ligger 1 431 meter över havet.
I omgivningarna runt Egger Alpen See växer i huvudsak blandskog. Runt Egger Alpen See är det glesbefolkat, med 17 invånare per kvadratkilometer.